# Dokonalý svět (seriál)
Dokonalý svět je český seriál z prostředí redakce módního časopisu, jehož autorkou je novinářka a scenáristka Mirka Vopavová. Seriál se vysílal od 1. září do 15. prosince 2010 na  televizi Nova. Na šestnáctidílnou sérii se dívalo průměrně 890 tisíc diváků, ale i přes nízkou sledovanost v kategorii dospělých si získal zájem mezi dívkami a ženami ve věku 15 až 24 let. To ovšem nestačilo a TV Nova 16. prosince 2010 oznámila, že s pokračováním seriálu nepočítá.

## Synopse
Příběh se odehrává okolo slovenky Marie (Eva Sakálová), která přijde se svou sestrou Ivetou (Zuzana Norisová) do Prahy za lepším životem. Její sestra se snaží prorazit v oblasti mody, nejlépe jako modelka a tak se snaží dostat práci jako asistentka v týmu Michelle Pavlíkové (Jitka Čvančarová) v redakci fiktivního módního časopisu Grace. Práci ovšem nakonec dostane její sestra Marie, která má problém do módního světa zapadnout. Zbytek redakce je zvyklý na nablýskaný život, i přesto mají problémy a příběhy, které budou potřeba sdílet s ostatními.

## Obsazení

### Hlavní role
Eva Sakálová jako Marie Urbanová, modní asistentka a stylistka časopisu Grace.
Saša Rašilov jako David Maxa, ředitel časopisu Grace a syn Vladimíra Maxe.
Tereza Brodská jako Andrea Havelková, šéfredaktorka časopisu Grace.
Martin Pechlát jako Pavel Havelka, učitel a manžel Andrey Havelkové.
Jitka Čvančarová jako Michelle Pavlíková, módní ředitelka časopisu Grace.
Vojtěch Dyk jako Oskar Fiala, stylista časopisu Grace.
Vanda Hybnerová jako Olga "Kruťanda" Krutvorová, ředitelka inzerce časopisu Grace.
Juraj Kukura jako Vladimír Maxa, vydavatel časopisu Grace, otec Davida Maxe.
Filip Čapka jako Jiří "George", fotograf pro časopis Grace a přítel Ivety Urbanové.
Zuzana Norisová jako Iveta Urbanová, sestra Marie Urbanové.
Jana Hlaváčová jako Alžběta, redaktorka časopisu Grace.

### Vedlejší role
Jana Stryková jako Vanda Dvořáková, produkční časopisu Grace.
Kristýna Leichtová jako Bára, asistentka Andrey Havlové.
Kristina Lukešová jako Natálie, recepční v redakci časopisu Grace.
Barbora Poláková jako asistentka v redakci časopisu Grace.
Nikol Moravcová jako asistentka v redakci časopisu Grace.
Jiří Dvořák jako Martin Procházka, politik a milenec Michelle Pavlíkové.
Lucia Hurajová jako Tereza Procházková, manželka Martina Procházky.
Karel Pavlíček jako vizážista pro časopis Grace.
Iva Pazderková jako Renča, barmanka a kolegyně Ivety Urbanové.
Josef Polášek jako Fanouš, obchodník s Valašskou kosmetickou a milenec Ivety Urbanové.

### Speciální hosté
Hana Maciuchová jako Eva, první dáma České republiky.
Sagvan Tofi jako nejstylovější muž roku.
Dara Rolins jako sama sebe.
Simona Krainová jako sama sebe.

## Seznam dílů
| Č. v seriálu | Název                   | Režie           | Scénář         | Datum premiéry     | Sledovanost |
| --- | ----------------------- | --------------- | -------------- | ------------------ | ----------- |
| 1 | Vánoce v Karibiku       | Vít Karas       | Mirka Vopavová | 1. září 2010       | 0,900       |
| Fotograf George (Filip Čapka) a modní stylista Oskar (Vojtěch Dyk) naposlední chvíli dokončují focení léta v Karibiku a Oskar přišel s úžasným nápadem inspirovaným z amerického časopisu, ne všichni si to ale myslí. Současně se hledá nová modní asistentka pro Michelle (Jitka Čvančarová), o pozici se uchází Iveta (Zuzana Norisová), která dorazila v doprovodu své sestry ze Slovenska. |                         |                 |                |                    |             |
| 2 | Všechno má svůj styl    | Vít Karas       | Mirka Vopavová | 8. září 2010       | 0,994       |
| Marie (Eva Sakálová) získala pozici modní asistentky v Grace, hned během prvního dne zjistí, jak to v modním časopise chodí. Její sestra Iveta si zatím začne s fotografem Georgem. Časopis Grace očekává návštěvu svého největšího izerenta, francouzského modního domu, Fatelle. Během jejich návštěvy, Oskar pokračuje s prací na Vánoční kampani. Zástupcům Fatelle se nelíbí, že jejich produkty nejsou dostatečně viditelné v Grace. Návštěva Fatelle a vydavatele Maxe (Juraj Kukura) na focení vyvrcholý vyhazovem Oskara z časopisu, což ho přivede ke spáchání sebevraždy. |                         |                 |                |                    |             |
| 3 | Všechno se dá zařídit   | Vít Karas       | Mirka Vopavová | 15. září 2010      | 0,924       |
| Všichni truchlí za Oskara, jeho rodina se rozhodne neuspořádat mu pohřeb a tak se celý tým Grace rozhodne jeden zařídit. Olga (Vanda Hybnerová) se snaží prosadit, aby Michelle byla vyhozena kvůli ztrátě důležitého inzerenta. Vladimír Maxa souhlasí a Michelle je z časopisu vyhozena. Marie se mezitím snaží prosadit své jméno v týmu a zachrání Davida (Saša Rašilov) od mediálního skandálu a dostane Michelle zpět její post v Grace. |                         |                 |                |                    |             |
| 4 | První dáma              | Vít Karas       | Mirka Vopavová | 22. září 2010      | 0,862       |
| David pozve Marii na večeři jako poděkování za pomoc. Marie má ovšem problémy s penězi a nemůže si takový život dovolit a tak se snaží přemluvit Ivetu, aby se vrátily zpět na Slovensko. Iveta je proti, jelikož stále věří, že bude brzy moc prorazit jako modelka. Alžběta (Jana Hlaváčová) nechá Marii bydlet v Oskarově bytě. Mezitím Andrea (Tereza Brodská) hledá novou tvář na titulní stranu Grace a rozhodne se udělat rozhovot s první dámou České republiky (Hana Maciuchová). Speciální host: Hana Maciuchová jako první dáma Eva |                         |                 |                |                    |             |
| 5 | Musíš se víc snažit     | Vít Karas       | Mirka Vopavová | 29. září 2010      | N/A         |
| Redakce Grace je uprostřed focení na farmě, když modelka Darina spadne z koně a odmítá se na koně vrátit. Marie je na focení přítomna a David chce, aby modelku nahradila právě ona. Marie se dostává do její role asistenky, ale nemyslí si, že může být modelkou. K překvapení všech focení dopadne dobře a Marie má zaděláno na kariéru modelky. Alžběta ji radí, že je to příležitost, kterou by si neměla nechat ujít. Mezitím se Darina a její agentura snaží dostat odškodné. Poznámka: Vojtěch Dyk jako Oskar se začne v seriálu objevovat jako duch, který pomáhá Marii s modou. |                         |                 |                |                    |             |
| 6 | Proměna                 | Vít Karas       | Mirka Vopavová | 6. října 2010      | N/A         |
| Grace připravuje další ročník proměny k novému vydání. Paní Dany z Hradce přijíždí do Prahy, ovšem manžel není s proměnou spokojený a tak se proměna provede dvakrát. Mezitím, Iveta se učí od své kolegyně Renči (Iva Pazderková), co to obnáší být pindulínou. Modelingová agentura má zájem o Marii, což David využije k pozvání na další večeři. Michelle se rozhodne, že pan politik není její láska, ale problém. |                         |                 |                |                    |             |
| 7 | Důkaz lásky             | Tereza Kopáčová | Mirka Vopavová | 13. října 2010     | N/A         |
| Martin Procházka (Jiří Dvořák) přestává schovávat jeho vztah s Michelle. Michelle chce ale více, a tak se rozhodne zorganizovat charitativní módní přehlídky, aby se spolu dostali na titulní stránky. Iveta odešla od George a užívá si bohatý život s Fanoušem (Josef Polášek). Oskarovi přijde do redakce dopis od Karla Lagerfelda s podepsanou smlouvou a informacemi k nové práci. Celá redakce začne vyšetřovat, proč by se Oscar zabil, i přesto, že dostal práci snů. Michelle se dozví, že Martin čeká dítě se svou ženou a vše se změní – charitativní módní přehlídka se ruší. Marie dostává první modelingovou zakázku a David chce být jejím agentem. Speciální host: Robert Vano jako fotograf |                         |                 |                |                    |             |
| 8 | Dokonalé maskování      | Tereza Kopáčová | Mirka Vopavová | 20. října 2010     | 0,834       |
| Andree se změnil život potom co Pavel (Martin Pechlát) dal výpověď a stal se otcem v domáctnosti. Iveta přijíždí do redakce Grace, tentokrát jako asistentka Fanouše, který přijel nabídnout originální kozí kosmetiku z Valašska. David uspořádá velkou párty na počest velkého kosmetického klienta Fandy. Iveta vyzkouší Fandův samoopalovací krém, zežloutne a zflekatí, což ukončí Fandův sen. Mezitím se Vanda snaží najít muže, aby otěhotněla a Olze se nelíbí, že David a Marie si spolu začali. Speciální host: Bohumil Klepl jako Horst |                         |                 |                |                    |             |
| 9 | Jak se píší články      | Tereza Kopáčová | Mirka Vopavová | 27. října 2010     | N/A         |
| Grace se rozhodne vydat článek o mužích, jelikož jsou třetím nejčtenějším tématem mezi ženami. Redakce hledá vhodného kandidáta, čímž se zdá být Pavel, Andrein manžel. David a Marie přiznají jejich vztah, Olga to nezvládne a rozhodne se zavolat Kopištovi s plánem odejít z Grace. Mezitím redakční drbny se snaží zjistit jestli nový počítačový technik je Oskarův bývalý přítel a Vanda pokračuje s jejím pokusem otěhotnět. |                         |                 |                |                    |             |
| 10 | Co chce dáma od muže    | Tereza Kopáčová | Mirka Vopavová | 3. listopadu 2010  | N/A         |
| 11 | Starý pes a nové kousky | Tereza Kopáčová | Mirka Vopavová | 10. listopadu 2010 | N/A         |
| Speciální host: Simona Krainová jako sama sebe. |                         |                 |                |                    |             |
| 12 | Cesta k úspěchu         | Vít Karas       | Mirka Vopavová | 17. listopadu 2010 | N/A         |
| 13 | Splněné sny             | Vít Karas       | Mirka Vopavová | 24. listopadu 2010 | 0,862       |
| 14 | Osobní život            | Vít Karas       | Mirka Vopavová | 1. prosince 2010   | N/A         |
| Speciální host: Simona Krainová jako sama sebe. |                         |                 |                |                    |             |
| 15 | Kde tikají hodiny       | Vít Karas       | Mirka Vopavová | 8. prosince 2010   | N/A         |
| 16 | Opravdová divočina      | Vít Karas       | Mirka Vopavová | 15. prosince 2010  | N/A         |

## Produkce
Seriál se natáčel v pražské Kolbence, v bývalé tovární hale proměněné v ateliér. Na rozdíl od jiných seriálů štáb pracoval filmovým způsobem, tedy na jednu kameru, kterou podporovala druhá. Natáčelo se také v mnoha zajímavých prostředích, například v luxusních buticích v Pařížské ulici, na golfovém hřišti na Konopišti či v obchodním centru Arkády na pražské Pankráci.